# Kumawabeerenpicker
Der Kumawabeerenpicker (Melanocharis citreola) ist eine Vogelart aus der Familie der Beerenpicker (Melanocharitidae). Er ist in der Provinz Westpapua endemisch. Das 2021 benannte Taxon ist die erste Beerenpickerart, die seit dem Arfakbeerenpicker (Melanocharis arfakiana) im Jahr 1900 beschrieben wurde. Der Kumawabeerenpicker wurde 2013 zum ersten Mal definitiv gesehen, aber wahrscheinlich schon 1983 in den Kumawa-Bergen mit dem Japannetz gefangen sowie 1992 in den Fakfakgebirge beobachtet. Die Typusexemplare wurden jedoch erst Ende 2014 gesammelt. David Gibbs sowie K. David Bishop und Jared Diamond schrieben ihre Sichtungen dieser Art dem Gelbbüschel-Beerenpicker (Melanocharis longicauda) zu. Bruce Beehler und Thane K. Pratt waren der Ansicht, dass sich diese Beobachtungen auf ein unbeschriebenes Taxon des Melanocharis-longicauda-Artenkomplexes beziehen, und stellten außerdem fest, dass die Beerenpicker im Fojagebirge und der North Coastal Range von Papua-Neuguinea ebenfalls keiner taxonomischen Zuordnung unterliegen.

## Merkmale
Die Körperlängen von zwei adulten Männchen betragen 13 und 14 cm. Die Flügellängen betragen 61 und 62 mm, die Schwanzlängen 49,5 und 50,5 mm, die Schnabellängen 11,2 und 11,9 mm, die Schnabellängen 3,5 und 3,6 mm, die Schnabelbreiten 4,0 und 4,1 mm und die Lauflängen 19,4 und 19,6 mm. Ein adultes Männchen hat ein Gewicht 9,2 g, zwei immature Männchen wiegen 11,1 und 11,7 g. Beim Männchen sind der Oberkopf, der Rücken und die Bürzel blauschwarz irisierend. Die Schwungfedern sind schwarz, mit weißen Innenfransen an den Hand- und Armschwingenfedern. Die Schwanzfedern sind vollständig blauschwarz irisierend, mit Ausnahme der äußersten Steuerfedern, bei denen die proximalen 80 % der Außenfahne weiß gefärbt sind (einschließlich der Federschäfte). Kehle, Brust, Bauch und Steiß sind hell satinweiß-zitronengelb verwaschen, wobei die zitronengelbe Färbung an Kehle, Brust und Bauch besonders ausgeprägt ist, während sie an den Flanken heller ist. Die Brustbüschel sind zitronengelb; die Schenkelfedern sind schwarz und bilden einen scharfen Kontrast zum weißen Bauch. Die Unterflügeldecken sind weiß. Eine scharfe Kinnstreiflinie trennt das blauschwarze Gesicht von der weißen Kehle. Über das Weibchen ist nur wenig bekannt. Diamond und Bishop berichteten über ein Weibchen, das heute diesem Beerenpicker zugeschrieben wird, dass es eine olivfarbene Oberseite und eine helle, leicht gelbliche, undeutlich gestrichelte Unterseite hatte. Die Küken und Jungvögel sind nicht beschrieben. Zwei immature Männchen zeigen die gleiche seidenweiße Unterseite wie die der adulten Tiere, aber die Oberseite ist olivgrün schillernd und mit blauschwarzen Federn durchsetzt. Die Schwungfedern (Handschwingen-, Armschwingen-, Schirm- und Deckfedern) sind schwärzlich, mit gelblich-olivfarbenen äußeren Fransen; die mittleren Schwanzfedern sind olivfarben, die vier äußeren Steuerfedern haben distale weiße oder hellgraue Flecken und einen weißen Fleck auf der Außenfahne der äußersten Steuerfedern (wie beim adulten Männchen), sind jedoch auf der Innenseite grau gefärbt und schließen die Federschäfte nicht ein. Der Schnabel ist schwarz, die Iris ist dunkelbraun, die Läufe und Zehen sind schwarz.

## Stimme
Der Gesang ist praktisch unbekannt. Borja Milá und seine Kollegen berichteten, dass ein erwachsenes Männchen bei mehreren Gelegenheiten, während es angefasst wurde, hohe Rufe ausstieß, die nach Ansicht der Autoren den Kontaktrufen des Fächerschwanzbeerenpickers (Melanocharis versteri) recht ähnlich sind. Wie dieselben Autoren anmerken, könnte es sich dabei jedoch um Notrufe gehandelt haben, die nicht wirklich repräsentativ für die üblichen Lautäußerungen der Art sind. Frühere Beobachter meldeten keine Lautäußerungen.

## Verbreitungsgebiet
Die Verbreitung des Kumawabeerenpickers ist auf die Fakfakgebirge und die Kumawa-Gebirge auf der Vogelkop-Halbinsel beschränkt.

## Lebensraum
Diese Art bewohnt Bergnebelwälder in mittleren Höhenlagen mit einer Baumkronenhöhe von 10 bis 30 m und reichlich terrestrischen und epiphytischen Farnen, Moosen und Flechten, in denen der Kumawabeerenpicker offenbar relativ offene Gebiete mit spärlicheren Bäumen und reichlich Baumfarnen bevorzugt. Bislang wurde er nur in einem sehr engen Höhenbereich nachgewiesen, in ca. 900 bis 1440 m in den Kumawa-Bergen sowie auf 1200 bis 1500 m im Fakfakgebirge.

## Nahrungsverhalten
Sowohl die Ernährung als auch das Nahrungsverhalten der Art sind praktisch unbekannt. Der Mageninhalt der vier bisher gesammelten Exemplare ist unveröffentlicht. Milá und seine Kollegen beobachteten die Art im Feld nur ein einziges Mal. Es handelte sich um ein Männchen, das ca. 2 m über dem Boden saß, aber Diamond und Bishop berichteten, dass die Art bis zu 9 m über dem Boden anzutreffen ist und sich gemischten Artschwärmen anschließt. Gibbs beobachtete diesen Beerenpicker auch während der Nahrungssuche von Schwärmen anderer Vögel.

## Fortpflanzungsverhalten
Über die Brutbiologie ist nichts bekannt, aber der Holotypus des erwachsenen Männchens, der in der dritten Novemberwoche gesammelt wurde, hatte vergrößerte Hoden.

## Status
Der Kumawabeerenpicker wurde 2022 in die IUCN Red List aufgenommen und in die Kategorie „nicht gefährdet“ (least concern) klassifiziert. Die Art hat ein eingeschränktes Verbreitungsgebiet, das auf zwei (der vier) Gebirgsketten beschränkt ist, die die Endemic Bird Area im Hochland von Westpapua bilden. Diese Region ist ornithologisch noch wenig erforscht, obwohl sie von großer biologischer Bedeutung ist. Die Häufigkeit wurde noch nicht bewertet, vor allem im Fakfakgebirge, wo die einzigen Beobachtungen von Gibbs von „einigen Individuen“ stammen. Im Kumawa-Gebirge beschrieben Diamond und Bishop die Vögel, die jetzt der neuen Art zugeschrieben werden, als „ziemlich häufig“, und in jüngerer Zeit stellten Milá und seine Kollegen fest, dass sie in 23 Tagen Feldarbeit vier Japannetzfänge ihrer neuen Art machten, was 0,019 Fängen pro 100 Netzstunden entspricht, sowie eine kurze Feldbeobachtung, und gaben an, dass die Art in den Höhenlagen und an den Standorten, an denen sie arbeiteten, „selten“ sei.